# Ich traf sogar glückliche Zigeuner
Ich traf sogar glückliche Zigeuner (Originaltitel: Skupljači perja, deutsch Federnsammler) ist ein jugoslawisches Filmdrama aus dem Jahr 1967 von Aleksandar Petrović, der auch das Drehbuch verfasst hatte. In den Hauptrollen sind Bekim Fehmiu, Olivera Vučo, Bata Živojinović und Gordana Jovanović zu sehen. Zum ersten Mal ins Kino kam der Film am 27. März 1967 im damaligen Jugoslawien. In der Bundesrepublik Deutschland hatte er seine Premiere am 1. Februar 1968.

## Handlung
Die Geschichte ist in der jugoslawischen Provinz Wojwodina von der Republik Serbien angesiedelt. Wie viele in seinem Umfeld lebenden Zigeuner geht auch Bora keiner regelmäßigen Beschäftigung nach. Er spielt, säuft und betätigt sich hier und da als Aufkäufer von Gänsefedern. Wenn Bora nicht gerade unterwegs ist, lebt er – umgeben von einer schreienden und verschmutzten Schar von Kindern – in einer Hütte bei seiner um etliche Jahre älteren Frau, die ihn regelmäßig beschimpft und die er misshandelt. Als der brutale und triebhafte Mirta, mit dem Bora bisher viele gemeinsame Geschäfte gemacht hat, seine Stieftochter Tisa mit einem Jungen verheiratet, um ungehindert weiterhin dem Mädchen nachstellen zu können, greift Bora ein. Er entführt Tisa, lässt sich von einem verkommenen orthodoxen Priester mit ihr trauen und nimmt sie mit zu sich nach Hause.
Schon nach kurzer Zeit reißt Tisa wieder aus. Sie geht nach Belgrad, wo sie vergeblich versucht, sich als erfolgreiche Sängerin zu betätigen, kehrt aber deshalb bald wieder zu ihrem Stiefvater zurück. Daraufhin wird dieser von Bora in blinder Eifersucht erstochen. – Erst im Frühjahr wird die Leiche gefunden. Alle Nachforschungen der Polizei verlaufen im Sande, denn Bora bleibt verschwunden.

## Auszeichnungen
Bei den Internationalen Filmfestspielen 1967 in Cannes wurde der Film mit dem Spezialpreis ausgezeichnet. Im Jahr darauf wurde er in der Rubrik „Bester fremdsprachiger Film“ für den Oscar nominiert. Die staatliche Filmbewertungsstelle Wiesbaden erteilte dem Werk das Prädikat „Besonders Wertvoll“.

## Kritiken
Der Evangelische Film-Beobachter fasst seine Kritik so zusammen: „Filmisches Dokument von herausragender künstlerischer Qualität über das von elementaren Leidenschaften beherrschte wilde Leben der Zigeuner. Die Tendenz, die Andersartigkeit kritiklos anzuerkennen und zu verklären, trägt allerdings nicht zu einer Erhellung der Situation bei und verhindert tiefere Einsichten. Mit dieser Einschränkung ab 18 sehr zu empfehlen.“ Das Lexikon des internationalen Films gelangt zu einer ähnlichen Einschätzung: „Ein Spielfilm, der sich um einen dokumentarischen Bericht über die Zigeuner in Nordserbien bemüht. Optisch sehr intensiv, kritisch beobachtend und mit Geschick inszeniert, aber in der Porträtierung der Menschen wenig differenzierend.“